# Dili (municipalité)
Pour la ville, voir Dili.
Dili est une municipalité du Timor oriental.
Il est lui-même divisé 5 postes administratifs :

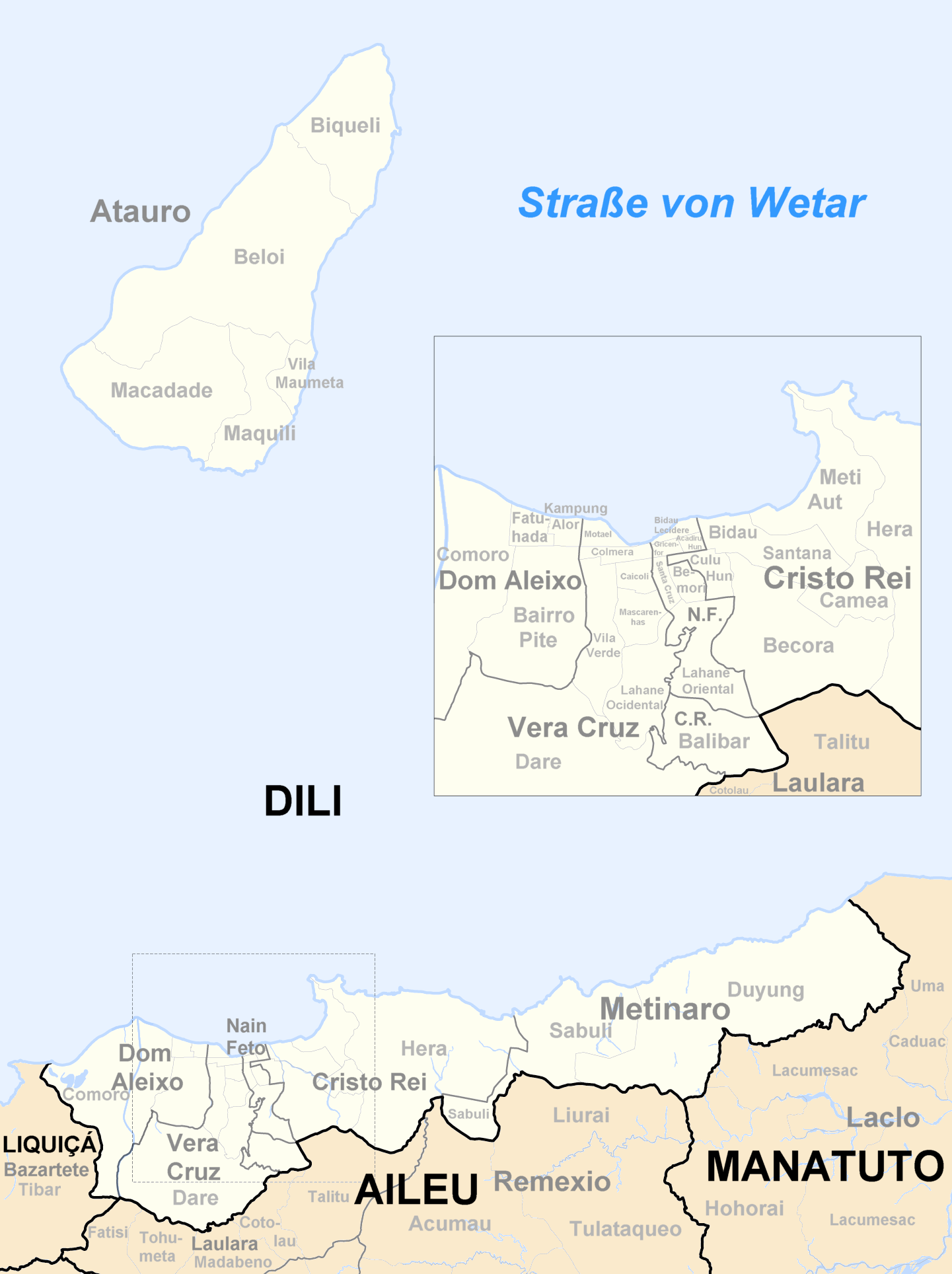
Subdivisions de municipalité

- Cristo Rei
- Dom Aleixo
- Metinaro
- Nain Feto
- Vera Cruz